# あかおか駅
あかおか駅（あかおかえき）は、高知県香南市赤岡町にある、土佐くろしお鉄道（TKT）ごめん・なはり線の駅である。駅番号はGN35。
全列車が停車する。夕方には後免方面からの折返し列車も設定されている。なお、本項ではほぼ同位置に1974年3月31日まで存在した土佐電気鉄道安芸線赤岡駅についても記述する。

## 歴史
仮称は「赤岡駅」であった。
- 2002年（平成14年）7月1日：土佐くろしお鉄道ごめん・なはり線の駅として開設。
- 2003年（平成15年）4月：駅高架下にキャラクター広場整備[3]。
- 2014年（平成26年）2月27日：2番ホーム待合室で火災発生。復旧まで当該ホームを封鎖し、一部交換列車ダイヤを変更して運行した。

## 駅構造

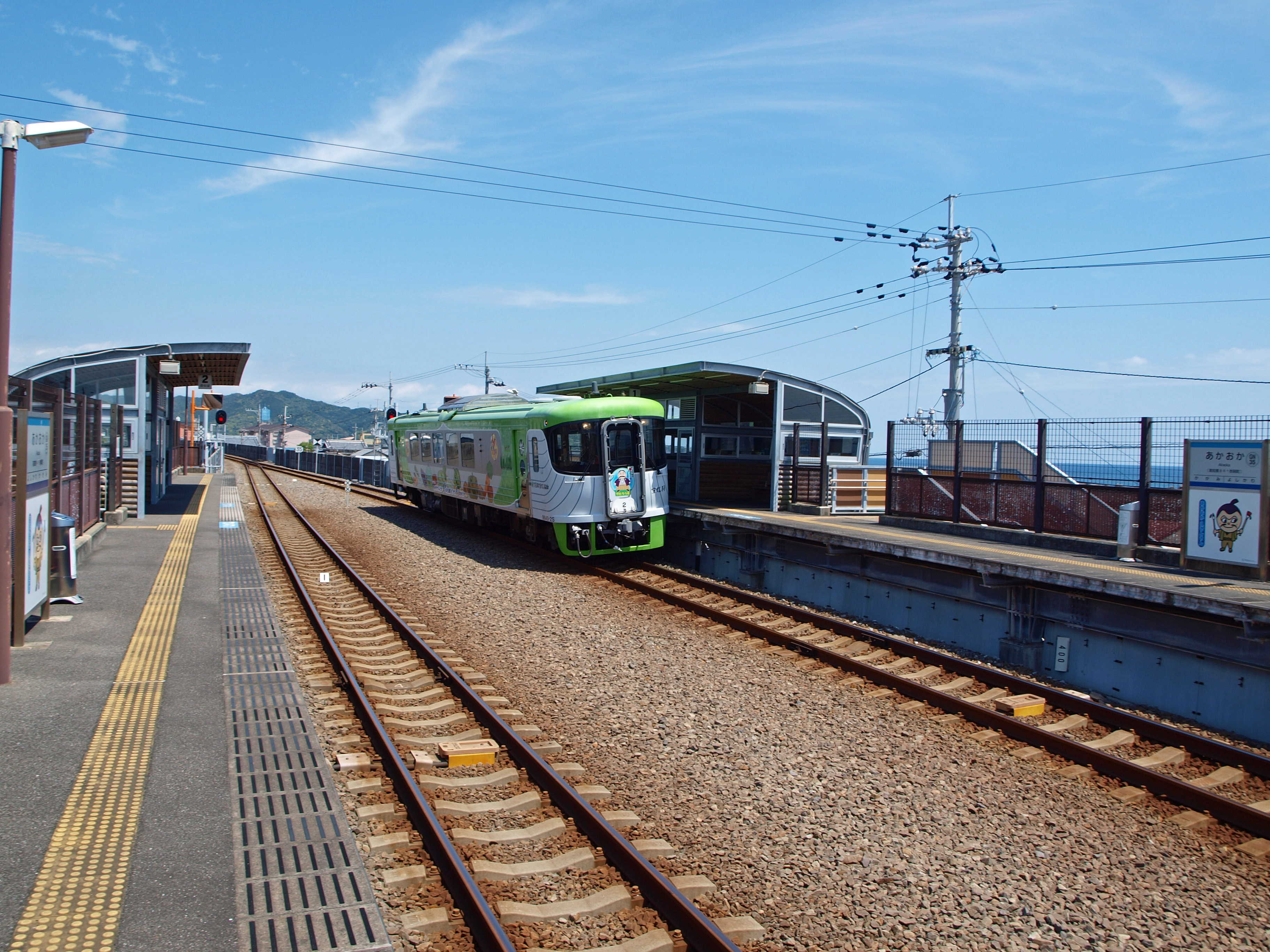
ホーム

相対式ホーム2面2線を有する列車交換可能な高架駅。1番線を上下主本線、2番線を上下副本線とした1線スルーとなっており、設備も両方向の入線・発車が想定されているが、全定期列車が停車するため、折返し列車を除き、基本的に方向別にホームは使い分けられている。
無人駅。駅舎は無く、直接ホームへ入る形となっている。
高架下にはごめん・なはり線各駅のイメージキャラクターと旧赤岡町のキャラクターの「大漁くん」や「どろめちゃん」が並んだショーケースがあり、ごめん・なはり線記念ソング「走れ！漫画列車」が流れる。

高架下のショーケース

### のりば
| のりば | 路線              | 方向 | 行先             |
| ------ | ----------------- | ---- | ---------------- |
| 1・2   | ■ごめん・なはり線 | 下り | 後免・高知方面   |
| 1・2   | ■ごめん・なはり線 | 上り | 安芸・奈半利方面 |

- 原則として、後免・高知方面は1番のりば、安芸・奈半利方面は2番のりばを使用する。
- 但し、夕方の当駅始発後免方面行は2番のりば安芸方面行列車1本は1番のりばからそれぞれ発車する。

## 駅周辺

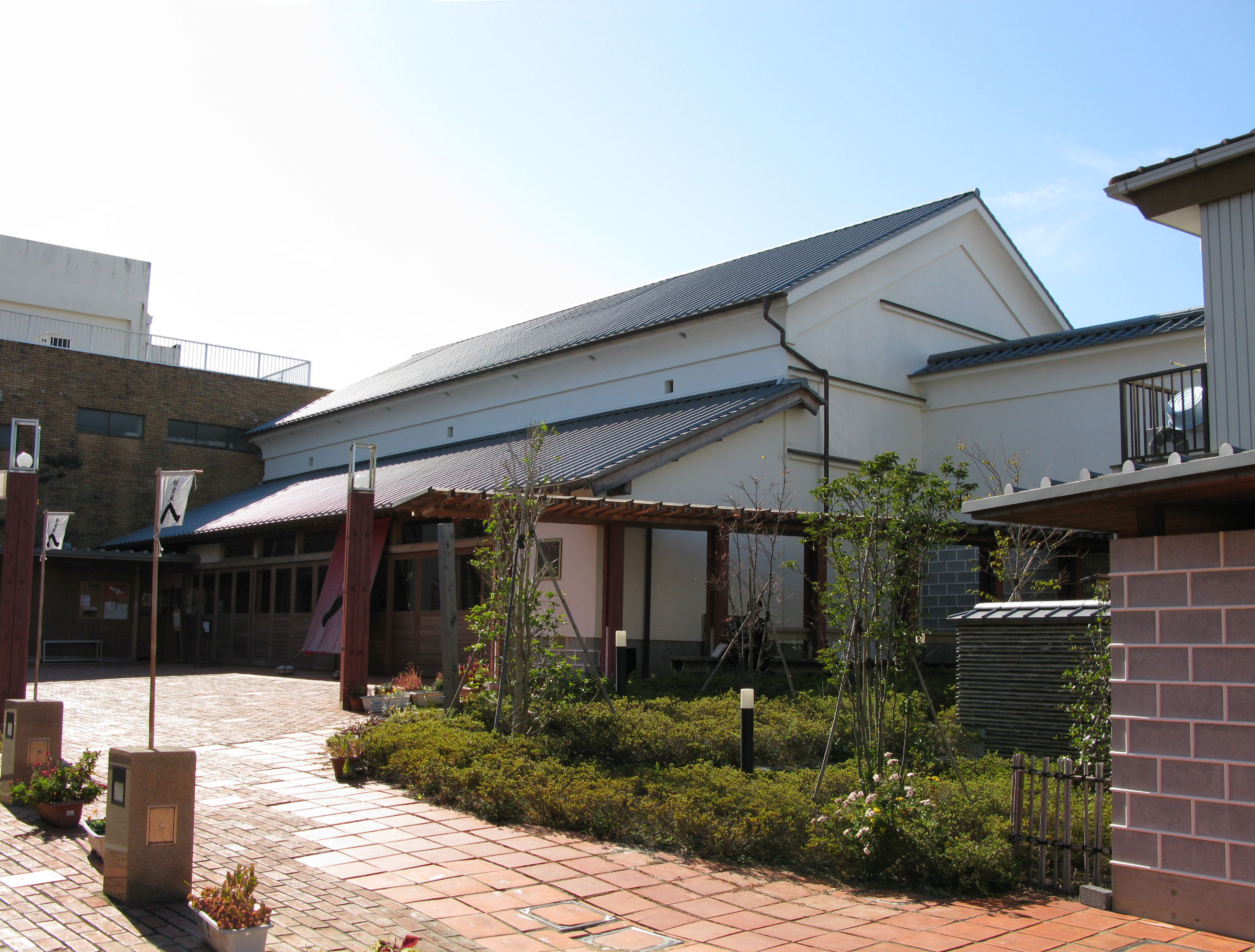
絵金蔵

駅北側を国道55号線が走っている。国道に沿うように香南市役所赤岡支所（旧・赤岡町役場）や各種店舗が立ち並んでいる。
徒歩約5分の所に鳴門競艇の場外売り場ボートピア土佐がある。
- 高知県立城山高校
- 香南市立赤岡中学校
- 香南市立赤岡小学校
- 南国警察署香南警察庁舎
- 赤岡郵便局
- 香宗川
- 絵金蔵：幕末の絵師・弘瀬金蔵に関する資料館。

## イメージキャラクター

あかおか えきんさん

名称は「あかおか えきんさん」。幕末に赤岡に住んでいた浮世絵師・弘瀬金蔵（絵金）をモチーフとしており、両手に筆を持っている。赤岡では毎年7月第3土日に「絵金祭り」が開催され、金蔵の屏風絵が展示される。
キャラクターモニュメントは2番ホーム入口下方付近に設置されている。
当初の原案では「どろめ（生シラス）」をモチーフにした「あかおかどろめ君」であったが、「ややイメージが異なる」と沿線首長らの声を受けて現在の絵師のキャラクターに変更された。

## 隣の駅
土佐くろしお鉄道
■ごめん・なはり線
■快速
のいち駅 (GN37) - あかおか駅 (GN35) - 夜須駅 (GN33)
■普通
よしかわ駅 (GN36) - あかおか駅 (GN35) - 香我美駅 (GN34)

## 土佐電気鉄道赤岡駅
赤岡駅（あかおかえき）は、かつて高知県香美郡赤岡町（現・香南市）にあたた、土佐電気鉄道安芸線の駅である。同線廃止に伴い廃駅となった。

### 歴史
- 1924年（大正13年）12月8日：高知鉄道の駅として開設。
- 1941年（昭和16年）7月12日：合併に伴い、土佐交通の駅となる。
- 1948年（昭和23年）6月3日：合併に伴い、土佐電気鉄道の駅となる。
- 1974年（昭和49年）4月1日：安芸線廃止に伴い、廃駅。

### 駅構造
最末期は交換可能な相対式ホーム2面2線で、木造駅舎を備える地上駅であった。後免町方面からの折返し列車も設定されていた。

### 隣の駅
土佐電気鉄道
安芸線
古川駅 - 赤岡駅 - 岸本駅